# Последняя девушка (фильм)
«Последняя девушка» (англ. Final Girl) — американский боевик-триллер 2015 года, дебют режиссёра Тайлера Шилдса с Эбигейл Бреслин, Александром Людвигом и Уэсом Бентли в главных ролях. Фильм вышел в ограниченном прокате 14 августа 2015 года.
Сценаристом картины выступил Адам Принц, адаптируя рассказ Стивена Скарлата, Алехандро Сери и Джонни Сильвера.

## Сюжет
Главную героиню Веронику (Эбигейл Бреслин), девочку-сироту, в возрасте 6 лет берёт на воспитание Уильям (Уэс Бентли), который учит её владеть оружием и приёмами рукопашного боя. Однажды он показывает ей группу молодых ребят в баре и говорит, что они развлекаются, убивая девушек. Уильям даёт Веронике задание в одиночку расправиться с ними.
Вероника знакомится с главарём банды Джеймсоном (Александр Людвиг), который вместе с друзьями привозит её в лес. Сначала убийцы играют с девушкой в игру «Правда или выпивка», а затем предлагают ей убегать от них. Во фляжке с виски, которую взяла с собой Вероника, содержатся психотропные средства, так что убийцы испытывают галлюцинации, сталкиваясь со своими страхами.
Вероника убивает всех преступников. Джеймсон находит Веронику на берегу пруда и разговаривает с ней. Он признаётся в том, что убил 20 девушек, а затем говорит, что они с Вероникой могли бы пожениться, чтобы «ездить по стране и убивать людей». Во время драки Вероника придушивает Джеймсона, поит его виски с наркотиком и оставляет стоять на пне с петлёй на шее. Перед смертью он видит выходящих из леса девушек, которых они с приятелями убили. Одна из них, последняя жертва, воспаряет над землёй и слегка толкает Джеймсона. Он теряет точку опоры и умирает.
Уильям, который появляется в финале фильма, хвалит Веронику за отлично выполненную работу. Они сидят в том же баре, где некогда сидели убийцы, и едят блинчики. Вероника кокетливо слизывает сливки с окровавленного пальца и говорит, что блины отвратительные.

## В ролях
- Эбигейл Бреслин — Вероника[4]
- Грэйсин Шиней — маленькая Вероника

- Александр Людвиг — Джеймсон[5]

- Уэс Бентли — Уильям[6]
- Кэмерон Брайт — Шейн[7]
- Рис Томпсон — Нельсон
- Франческа Фишер-Иствуд — Гвен[7]
- Логан Хаффман — Даниэль[7]
- Эмма Паэтц — Дженифер
- Дезире Зуровски — мать Нельсона

## Производство

### Развитие
29 ноября 2011 года газета Variety объявила, что провокационный фотограф Тайлер Шилдс дебютирует, как режиссёр с картиной «Последняя девушка», которую будет продюсировать Prospect Park.

### Кастинг
21 мая 2012 года Эбигейл Бреслин присоединилась к актерскому составу фильма в качестве ведущей актрисы. Позже, в октябре 2012 года, Александр Людвиг также присоединился к актерскому составу. В том же месяце Уэс Бентли получил неопределенную роль. Позже присоединились к актерскому составу: Логан Хаффман, Кэмерон Брайт и Франческа Иствуд .

### Съемки фильма
Съемки начались в ноябре 2012 года в Ванкувере, Британская Колумбия, Канада.

## Критика
На сайте Rotten Tomatoes фильм имеет рейтинг 33%, на основании 12 рецензий критиков, со средней оценкой 3.7 из 10.
Джастин Чанг из Variety писал: «... повторяющиеся сцены насилия кажутся утомительно повторяющимися и предсказуемыми, несмотря на регулярные вспышки визуального вдохновения».